# Heinkel He 72
Heinkel He 72 Kadett − niemiecki, dwupłatowy samolot szkolny zaprojektowany w 1933 o konstrukcji metalowej z poszyciem płóciennym.

Silnik Sh-14A eksponowany w MLP w Krakowie